# Direcció general de Política Comercial i Competitivitat
La Direcció general de Política Comercial i Competitivitat és un òrgan de gestió de la Secretaria d'Estat de Comerç del Ministeri d'Indústria, Comerç i Turisme que s'encarrega de recolzar i atendre els interessos comercials i d'inversió espanyols en el si de la Unió Europea i d'altres fòrums internacionals.

## Funcions
La Direcció general exerceix les funcions que l'encomana l'article 4 del Reial decret 998/2018:
En matèria de política comercial i competitivitat internacional:
- La participació i representació dels interessos espanyols en la formulació de la política comercial bilateral, regional i multilateral de béns, serveis, inclòs el comerç digital, contractació pública i propietat intel·lectual en el Consell de la Unió Europea.
- La coordinació i representació dels interessos espanyols en el si de l'Organització Mundial del Comerç (OMC) i en els comitès sobre política comercial i inversions de l'OCDE. La coordinació, en matèria de política comercial, monetària, financera i d'inversions davant la Conferència de les Nacions Unides sobre Comerç i Desenvolupament (UNCTAD) i altres institucions internacionals. L'elaboració i gestió de la política comercial en relació amb l'Acord de Productes Bàsics.
- La detecció i eliminació d'obstacles al comerç, a la inversió i a la contractació pública tant en països tercers com en el mercat interior de la Unió Europea.
- La participació en el disseny i execució de la política de defensa comercial de la Unió Europea i defensa dels interessos espanyols en aquest àmbit.
- La participació en els procediments comunitaris de gestió i modificació de l'Aranzel Duaner Comú, incloses les suspensions i contingents aranzelaris autònoms, així com el Sistema de Preferències Generalitzades. Anàlisi i avaluació de les implicacions comercials de les normes d'origen per a les empreses espanyoles i l'autorització dels règims de perfeccionament actiu, passiu i importació i exportació temporal, en l'àmbit de les seves competències.
- La inspecció i control de qualitat comercial de productes objecto de comerç exterior inclòs l'intracomunitari. El control de conformitat amb els requisits establerts en la reglamentació específica de la Unió Europea per determinats productes objecto de comerç exterior, així com l'autorització dels operadors habilitats a realitzar aquest comerç. Les actuacions que es deriven de l'execució del Reial decret 175/2004, de 30 de gener, pel qual es designa l'autoritat de coordinació a l'efecte del Reglament (CE) n. 543/2011 de la Comissió, pel qual s'estableixen disposicions d'aplicació del Reglament (CE) n. 1234/2007 del Consell, en els sectors de les fruites i hortalisses transformades.
- El control de conformitat en matèria de seguretat i d'etiquetatge de determinats productes industrials a importar de tercers països, sense perjudici de les competències atribuïdes a altres departaments.
- La participació en els fòrums nacionals i internacionals de normalització, sense perjudici de la participació d'altres departaments ministerials en l'àmbit de les seves competències. La participació i gestió en l'àmbit dels Acords sobre Mesures Sanitàries i Fitosanitàries i sobre Obstacles Tècnics al Comerç de l'Organització Mundial de Comerç.
- La representació dels interessos espanyols en la Unió Europea i fòrums internacionals en l'àmbit del Conveni sobre el comerç internacional d'espècies amenaçades de fauna i flora silvestres (CITES). Les actuacions en qualitat d'Autoritat Administrativa CITES i òrgan de gestió principal del Conveni CITES.
- La gestió dels procediments comunitaris i nacionals sobre autoritzacions d'importació i exportació, introducció i expedició de productes agroalimentaris i industrials, com a autoritat nacional responsable.
- Ostentar i exercir la condició d'autoritat nacional responsable en la gestió dels procediments d'importació i exportació de serveis.
- La relació amb les associacions d'exportadors i la divulgació i assessorament a les empreses espanyoles sobre política comercial i oportunitats de negoci.
- L'execució de les competències de proposta normativa i gestió que corresponen a la Secretaria d'Estat en relació amb el comerç exterior de material de defensa, un altre material i productes i tecnologies de doble ús i de productes regulats en el Reglament (CE) 1236/2005, de 27 de juny.
- La preparació i execució dels acords de la Junta Interministerial Reguladora del Comerç Exterior de Material de Defensa i de Doble Ús.
- La participació en la negociació dels aspectes tècnics i comercials derivats d'acords subscrits en el si de la Unió Europea i en altres fòrums i organismes internacionals de control i no proliferació, així com l'aplicació i divulgació del Tractat sobre el Comerç d'Armes.

En matèria de política comercial i competitivitat interior:
- L'elaboració i proposta de normes i accions per a la coordinació i desenvolupament del comerç interior amb la finalitat d'eliminar càrregues burocràtiques i promoure la unitat de mercat.
- L'impuls d'iniciatives per a la millora de la regulació i simplificació administrativa del sector de la distribució comercial.
- L'anàlisi, seguiment i valoració de la normativa estatal, autonòmica i local amb incidència sobre el comerç interior i la cooperació amb les Comunitats Autònomes i Entitats Locals en matèria de distribució comercial.
- L'anàlisi, seguiment, participació i implementació, dins de l'àmbit de la competència estatal bàsica, de la normativa i iniciatives comunitàries, per garantir l'eficaç compliment de les mateixes, i promoure l'eliminació de barreres administratives i traves injustificades en l'exercici de l'activitat comercial.
- El registre, control i seguiment d'aquelles modalitats de comercialització de caràcter especial d'àmbit nacional i l'exercici de les competències derivades de la Llei 7/1996, de 15 de gener, d'Ordenació del Comerç Minorista.
- Les competències resultants de la condició de Punt de Contacte Sectorial de la Llei 20/2013, de 9 de desembre, de Garantia de la Unitat de Mercat i qualssevol unes altres que li atribueixi la legislació vigent.
- Assistència jurídica, elaboració d'informes i resolució de consultes en matèria de distribució comercial.
- El foment de la productivitat i competitivitat de les empreses del sector de la distribució comercial.
- L'elaboració de plans generals de suport al comerç minorista i impuls de les línies de suport financer al mateix.
- La gestió dels Premis Nacionals de Comerç Interior, en els termes previstos en la seva normativa reguladora.
- El suport i assistència tècnica i administrativa a la Conferència Sectorial de Comerç Interior, taula de Directors Generals d'aquesta Conferència Sectorial i a la Comissió Sectorial de Comerç Interior.
- L'elaboració i proposta de la normativa bàsica en relació amb les Cambres Oficials de Comerç, Indústria i Navegació d'Espanya, així com la col·laboració amb Administracions autonòmiques a les quals la llei atorga la tutela de les Càmeres.
- L'exercici de la tutela administrativa amb relació a la Càmera Oficial de Comerç, Indústria, Serveis i Navegació d'Espanya, així com sobre les Càmeres Oficials de Comerç, Indústria i Navegació de les ciutats de Ceuta i Melilla.
- La coordinació, assistència tècnica i administrativa en els Observatoris en matèria de distribució comercial i altres comitès sectorials i grups de treball.
- La promoció i impuls de noves formes de comercialització.

## Estructura
De la Direcció general depenen els següents òrgans:
- La Subdirecció General de Política Comercial de la UE.
- La Subdirecció General de Política Aranzelària i d'Instruments de Defensa Comercial.
- La Subdirecció General d'Inspecció, Certificació i Assistència Tècnica del Comerç Exterior.
- La Subdirecció General de Comerç Internacional de Mercaderia.
- La Subdirecció General de Comerç Internacional de Material de Defensa i Doble Ús.
- La Subdirecció General de Comerç Internacional de Serveis i Comerç Digital.
- La Subdirecció General de Regulació del Comerç Interior.
- La Subdirecció General de Suport a la Competitivitat del petit comerç.

## Titulars
- Carmen Cárdeño Pardo (27 de maig de 2017-2 de setembre de 2017)[2][3]
- Antonio García Rebollar (2 de setembre de 2017-present)[4]